# アマナ (企業)
株式会社アマナは、東京都品川区に本社をおく企業である。広告ビジュアル制作業界最大手。

## 概要
顧客からの受注に応じて広告写真等の制作を行う「ビジュアルコンテンツの企画制作(アサイメント事業)」を主な事業としている。2004年の上場以降、他社の買収および子会社の設立を繰り返し、本体を含めた10数社でアマナグループを形成していた。
2018年に海外子会社の不正会計、2019年に架空計上が発覚し、2020年に特別損失を計上。加えて2020年はコロナ禍により受注高が大幅に減少し、債務超過に陥る。コクヨや寺田倉庫などの支援を受け、コンプライアンス体制の改善および経営再建に努めていたが、2022年にはコロナ禍の拡大により再び債務超過に陥った上、再び不正取引が発覚。子会社の売却による特別利益で急場をしのいだ末に、2023年7月に特設注意市場銘柄の指定を受け、同年9月に事業再生ADR手続を申請した。
2023年12月18日に事業再生ADRが成立。2023年12月28日にInfinity brand capitalに対して第三者割当増資を実施し、アマナは2024年1月29日に上場廃止となり、同年1月31日に株式併合によりInfinity brand capitalの完全子会社となった。

## 沿革
- 1979年 - 東京都新宿区にアーバンパブリシティ株式会社を設立。
- 1981年 - 港区南麻布に本社を移転。
- 1988年 - 品川区東品川（天王洲アイル）に本社を移転。
- 1991年 - 株式会社イマに商号変更。
- 1997年 - 株式会社カメラ東京サービスと合併、株式会社アマナに商号変更。
- 1998年 - ミラノにamana italy S.r.l.、パリにamana france S.A.、ハンブルクにアイウェストをそれぞれ設立。
- 2001年 - 米国コービス社と合弁でコービスジャパンを設立。ロンドンにamana images international Ltd.を設立。
- 2004年 - 東京証券取引所マザーズ市場に上場。
- 2005年 - ゲッティイメージズと包括的業務提携し、海外子会社をゲッティイメージズ社に売却。また、中国に北京アマナを設立。ストックフォト販売の「オリオン」を買収。
- 2005年 - ストックフォト企画販売の「世界文化フォト」を100%子会社化。
- 2008年 - 子会社である株式会社アクシアが解散。事業はアマナ本体に統合され、社員はアマナグループ内へ移動。
- 2008年 - 純粋持株会社として株式会社アマナホールディングスに社名変更。新生アマナ（ビジュアルコンテンツの企画制作（アサイメント事業））とアマナイメージズ（ストックフォトの企画販売）を主な事業会社として再編。
- 2012年9月4日 - 老舗コンテンツ会社のネイチャー・プロダクション、および同社の企画部門であるネイチャー・プロ編集室、出版部門であるネイチャー・ブックスを子会社化。
- 2014年3月20日 - ネイチャー・プロダクションをアマナイメージズに吸収合併。
- 2014年4月 - アマナホールディングスがアマナを吸収合併し、再び株式会社アマナに社名変更、事業会社に戻る[4]。
- 2014年8月 - ネイチャー・プロ編集室を株式会社ネイチャー&サイエンスに商号変更
- 2016年12月1日 - ネイチャー&サイエンスをアマナイメージズに吸収合併。
- 2017年1月 - アマナがアマナウエストを吸収合併。
- 2020年7月 - アマナがアマナデザインを吸収合併。
- 2020年11月 - アマナが、アマナサルト・アマナデザインスタジオ・アマナデジタルイメージング・ワンダラクティブを吸収合併。
- 2020年 - 2020年12月期末において債務超過となる。
- 2021年8月 - コクヨと提携。
- 2022年5月 -  株式会社アマナイメージズを株式会社Numazawa, Iizuka, and, Nagai for Kimberley（のちにVisual Bank株式会社に商号変更）に売却。
- 2023年7月 - 過去に不適切会計が行われていた事や内部管理体制などが不十分として、東京証券取引所から特設注意市場銘柄の指定を受ける[5]。
- 2023年9月 - 事業再生実務家協会に対して事業再生ADRを申請[6]。
- 2023年10月 - コクヨと提携解消。
- 2023年12月 - 事業再生ADRが成立。
- 2024年1月29日 - 東京証券取引所グロース市場上場廃止。
- 2024年1月31日 - 株式併合により、Infinity brand capitalの完全子会社となる。

## グループ

### 主な連結子会社
- アマナフォトグラフィ
- ニーズプラス
- 料理通信社
- イエローコーナージャパン

### 持分法適用会社
- アン
- アートリエゾン
- アマナエーエヌジー
- アマナティーアイジー
- ミサイル・カンパニー
- プレミアムジャパン
- Ca Design
- XICO

## 社名の由来
アマナは約2500年前の日本古代のことばで、エネルギーの概念を意味している。森羅万象、全てのものが生まれるところ、創造の源、といった意味があり、グループのクリエイティブ・スピリットを表現している。